# Альмзее
Альмзее (нім. Almsee) — озеро що знаходиться у Верхній Австрії у регіоні Зальцкаммергут. Воно розташоване в долині Альмталь за 13 км на південь від Грюнау на північному краю Мертвих гір. Довжина озера становить 2,3 км, ширина 700 м. Альмзее — улюблене місце ковзанярів і лижників. Взимку озеро повністю замерзає.

## Природа
З 1965 року на територію озера поширюється законодавство про охорону природи. Плавання, серфінг і підводне плавання тут заборонені. Особливою пам'яткою колись був «плавучий острів». Ця кругла ділянка землі, що поросла травою, ялинами і березами, міняла своє розташування при поривах вітру. Але ось уже понад 10 років острів міцно закріпився на східному березі озера. Через озеро протікає річка Альм.

### Флора
Плоский північно-західний берег являє собою красиву рослинну мозаїку, де є заплавні ліси чорної і сірої вільхи, порослі високою осокою і плавучою травою, сфанговими мохами. У підліску чорної вільхи в основному переважають чагарники високої осоки (Carex elata), також росте тут щитівник гребінчастий (Dryopteris cristata), теліптерис болотний (Thelypteris palustris), осока подовжена (Carex elongata). В очеретяних заростях росте осока метільчаста (Carex paniculata), носикова (Carex rostrata), волосистоплідна (Carex lasiocarpa). У чистій воді розцвітає жовтець волосистий (Ranunculus trichophyllus). А кілька років тому була знайдена хаммарбія болотна (Hammarbya paludosa), що вже вважалася вимерлою у цьому регіоні.

## Фауна
Види риб: струмковий і арктичний голець, струмкова, озерна і райдужна форель, харіус європейський. Саме тут видатний австрійський учений Конрад Лоренц зробив багато зі своїх спостережень за сірими гусьми.